# Coupe de la Ligue anglaise de football 1968-1969
Navigation
1967-1968 1969-1970
La Coupe de la Ligue anglaise de football 1968-1969 est la neuvième édition de la Coupe de la Ligue anglaise de football, elle regroupe les 92 meilleurs clubs d'Angleterre.
La compétition est remportée par Swindon Town, qui bat Arsenal FC en finale au Stade de Wembley à Londres sur le score de 3 à 1.

## Format
Les 20 clubs de la Premier League et les 72 clubs de la Football League sont conviés à la compétition. Manchester United ne participe pas à cette édition.
Jusqu'aux quarts de finale les rencontres se disputent sur un seul match. En cas d'égalité après le temps règlementaire, une prolongation de deux fois 15 minutes est jouée. S'il n'y a pas de vainqueur au bout de la prolongation, le match est rejoué chez le club visiteur. A partir des demi-finales, les matchs sont joués en aller et retour, en cas d'égalité au score cumulé un troisième match est joué.
La finale est jouée en un match unique à Wembley.

## Calendrier
| Tour           | Date principale                |
| -------------- | ------------------------------ |
| premier tour   | 14 août 1968                   |
| deuxième tour  | 4 septembre 1968               |
| troisième tour | 26 septembre 1968              |
| quatrième tour | 16 octobre 1968                |
| cinquième tour | 30 octobre 1968                |
| demi-finales   | 20 novembre et 4 décembre 1968 |
| finale         | 15 mars 1969                   |

## Demi-finales
| Équipe 1   | Résultat | Équipe 2          | Aller | Retour |       |
| ---------- | -------- | ----------------- | ----- | ------ | ----- |
| Arsenal FC | 2 - 1    | Tottenham Hotspur | 1 - 0 | 1 - 1  |       |
| Burnley FC | 5 - 6    | Swindon Town      | 1 - 2 | 2 - 1  | 2 - 3 |

Burnley et Swindon étant à égalité après deux matchs, un troisième match est nécessaire, Swindon l'emporte chez Burnley lors de la prolongation, 2 à 3 et se qualifie pour la finale.

## Finale
La finale se déroule le 15 mars 1969 au Stade de Wembley à Londres. Swindon Town remporte sa première Coupe de la ligue, le plus grand succès dans l'histoire du club.
| Finale de la Coupe de la Ligue anglaise 1968-1969 | Swindon Town | 3 – 1   | Arsenal FC | Wembley, Londres     |                      |
| 15 mars 1969                                      |              | (0 – 1) |            | Spectateurs : 98 189 | Spectateurs : 98 189 |